# Liliana Zeic
Liliana Zeic (Piskorska) (ur. 17 grudnia 1988 w Toruniu) – polska artystka intermedialna, performerka, doktor sztuk pięknych, artywistka. Jej twórczość charakteryzuje intermedialność, tworzy między innymi elementy instalacyjno-rzeźbiarskie, wideo i fotografie, a także pracuje z tekstem.
Prace Liliany Zeic znajdują się w kolekcjach prywatnych oraz publicznych głównych polskich ośrodków artystycznych, w tym Zachęta Narodowa Galeria Sztuki, Muzeum Współczesne Wrocław.
29 stycznia 2021 roku wystąpiła o zmianę nazwiska z Piskorska na Zeic.

## Wykształcenie
W latach 2007–2012 studiowała na Wydziale Sztuk Pięknych Uniwersytetu Mikołaja Kopernika w Toruniu, w czasie studiów rok spędziła na Uniwersytecie Warszawskim (2011). W roku 2017 obroniła doktorat w dziedzinie rysunku na Wydziale Sztuk Pięknych Uniwersytetu Mikołaja Kopernika, jej promotorką była Elżbieta Jabłońska, praca nosi tytuł: „Pragnienie kontaktu”.

## Działalność artystyczna
Od roku 2013 jest członkinią toruńskiej Grupy nad Wisłą.
W swojej działalności artystycznej analizuje problematykę społeczną z perspektywy radykalnej wrażliwości, zakorzenionej w praktyce i teorii feministyczno-queerowej. Skupia się na zależnościach pomiędzy państwem, tożsamością środkowoeuropejską, a pozycją peryferyjnych tożsamości.
W swoich pracach i działaniach porusza tematy związane z feminizmem, anarchizmem, cielesnością, posthumanizmem, interesuje ją pozycja jednostek nieheteronormatywnych w społeczeństwie i kulturze. Czerpie ze swoich doświadczeń jako aktywistki oraz lesbijki wychowanej i mieszkającej w Polsce.
Jej prace prezentowane były między innymi w galeriach w Toruniu, Warszawie, Poznaniu czy Krakowie.

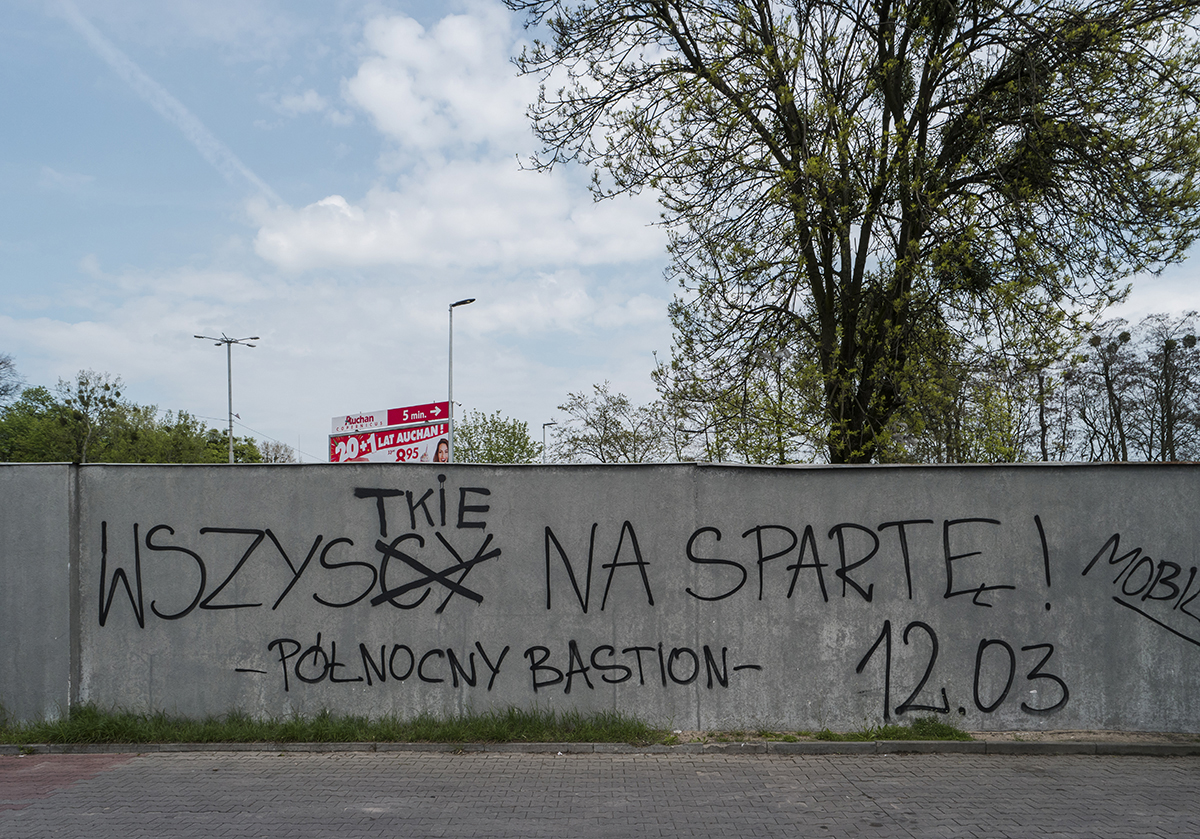
Liliana Piskorska, Asymetria językowo płciowa, 2017
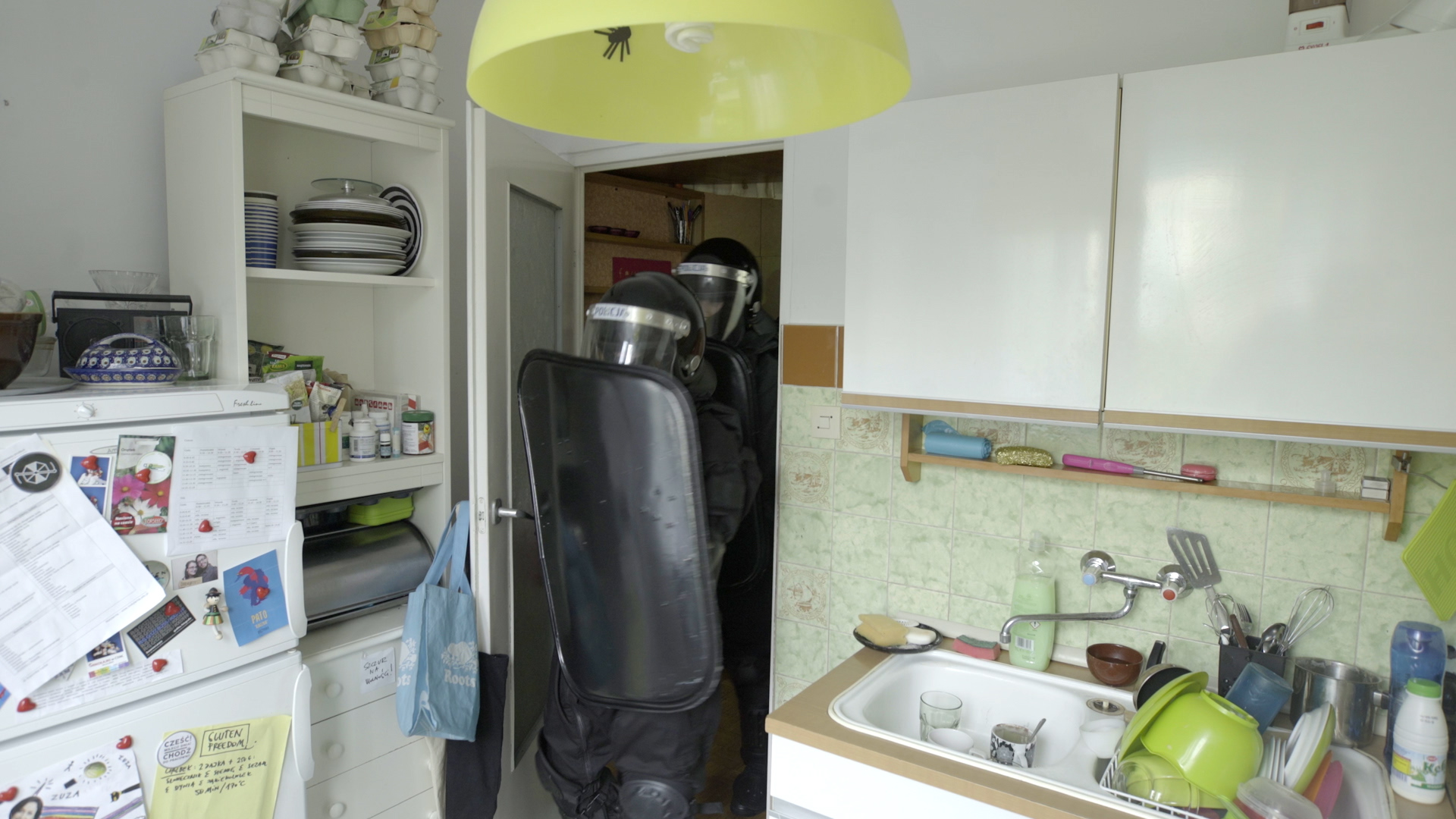
Liliana Piskorska, Public displays of affection, 2017
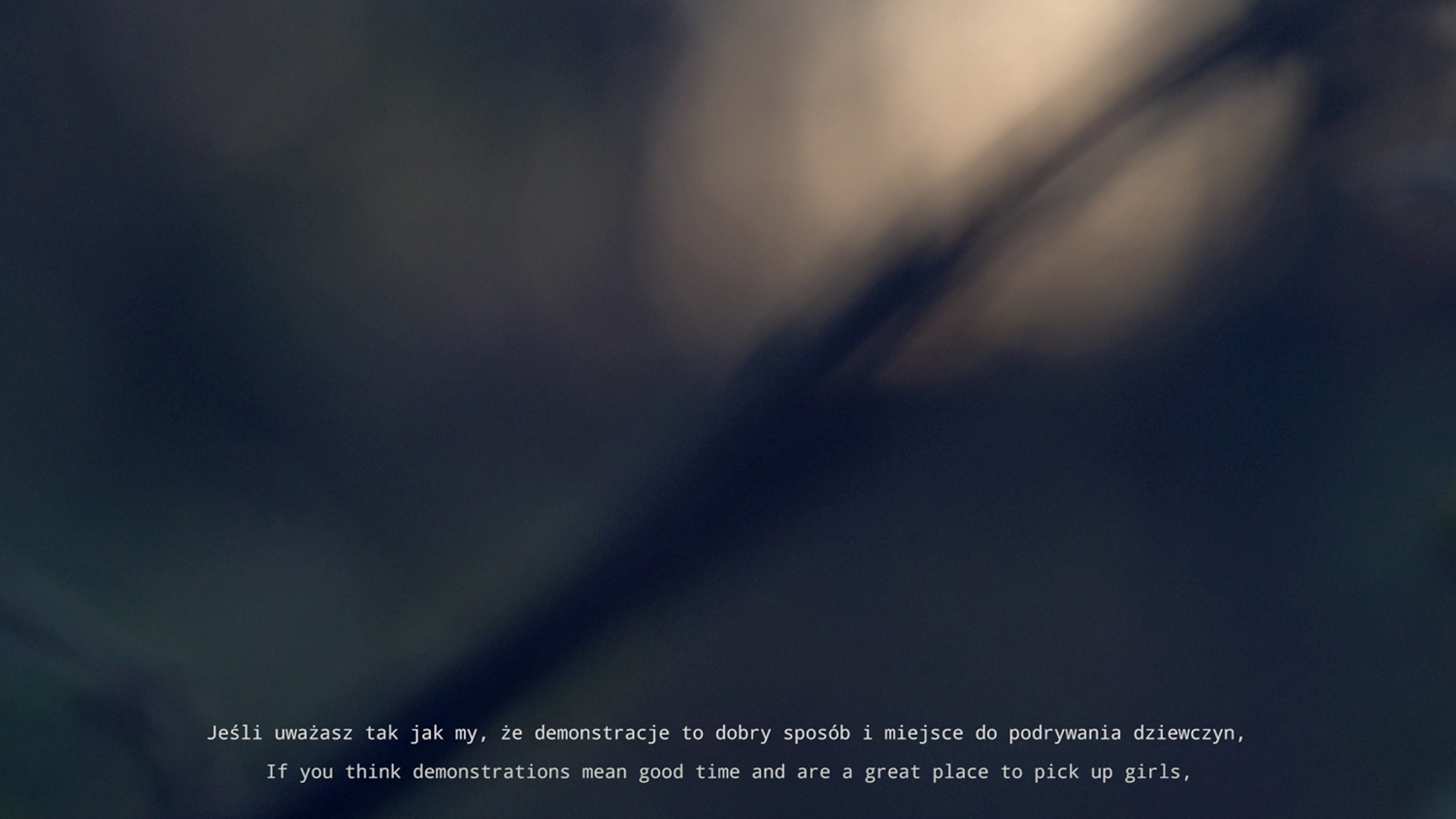
Liliana Piskorska, Silne siostry powiedziały braciom, 2019
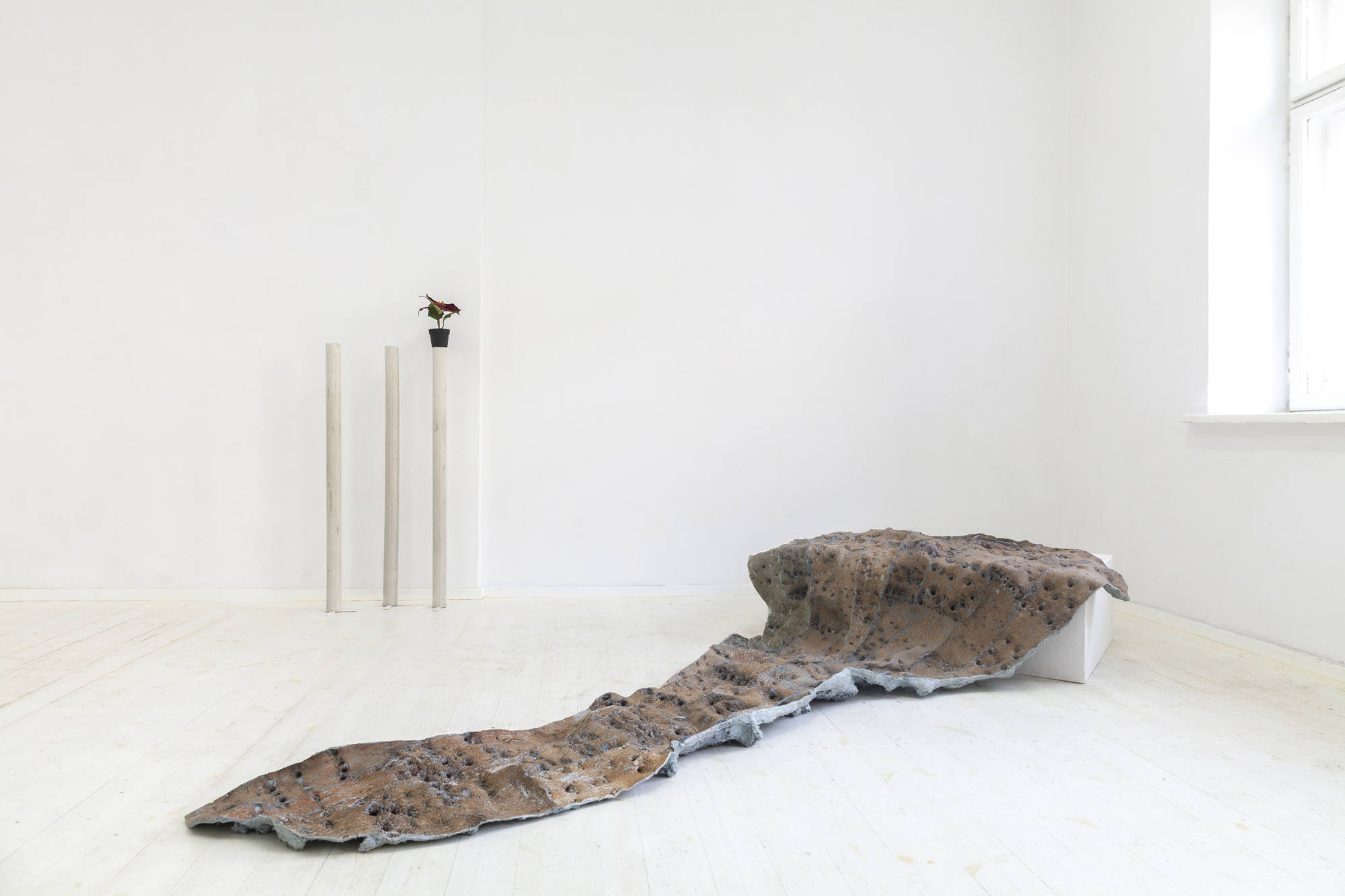
Liliana Piskorska, Osiemnaście choinek, 2017/2019, fot. Maciej Łuczak

### Wystawy indywidualne (wybrane z lat 2019–2020)
- Radownice, OP ENHEIM, Wrocław, 2020[9],
- Łagodny bieg w dół, Centrum Kultury Zamek w Poznaniu, 2020[10],
- Siedzą panny kołem, jastrzębia powieszono, Galeria Nośna, Kraków, 2020[11],
- Sosna z sześcioma rękami, Złoty Kiosk, Wrocław, 2020[12],
- Płonie gwiazda nad Betlejem, Pracownia Portretu, Łódź, 2019[13],
- Długi marsz przez instytucje, CSW Kronika, Bytom, 2019[14],
- Skutki uboczne, Galeria Miejska Arsenał, Poznań, 2019[15].

### Nagrody i wyróżnienia
- nominacja do nagrody WARTO 2020[16],
- Laureatka OP Young w OP ENHEIM, 2020[9],
- Laureatka nagrody publiczności: Spojrzenia 2019: Nagroda Deutsche Bank[6],
- nominacja Spojrzenia 2019: Nagroda Deutsche Bank,
- Stypendium Miasta Torunia w dziedzinie kultury, 2019[17],
- wyróżnienie, Gradient. Wystawa finalistów 8. edycji Konkursu Fundacji Grey House, 2018,
- laureatka Nagrody Fundacji Grey House, 2018[8],
- laureatka Visible White Photo Award 2017, Fondazione Studio Marangoni Firenze, Florencja (IT)[18],
- Stypendium Kultura Polska na Świecie, Instytut Adama Mickiewicza,
- finalistka Forecast Forum 2017, Haus der Kulturen der Welt, Berlin (DE)[19],
- Stypendium Marszałka Województwa kujawsko-pomorskiego w dziedzinie kultury, 2017,
- Stypendium Ministra Edukacji dla doktorantów za wybitne osiągnięcia, 2016/2017,
- Stypendium Toruńskiej Agendy Kulturalnej, 2016,
- Stypendium Miasta Torunia w dziedzinie kultury, Toruń, 2015[20],
- Stypendium Miasta Torunia w dziedzinie kultury, Toruń, 2014[21],
- IV Ogólnopolska Wystawa Rysunku, Toruń, Wyróżnienie,
- III Ogólnopolska Wystawa Rysunku, Galeria sztuki Wozownia, Toruń, Nagroda firmy Talens.